# 宮武頼夫
宮武 頼夫（みやたけ よりお、1938年4月1日 - ）は、日本の昆虫学者、大阪市立自然史博物館元館長。

## 経歴
- 香川県善通寺市出身。
- 香川県立善通寺第一高等学校卒業。
- 九州大学卒業。
- 大阪青山短期大学教授。
- 1986–1988年：大阪市立自然史博物館主任学芸員。
- 1994年：大阪市立自然史博物館 学芸課長。
- 1995-1998年：大阪市立自然史博物館 館長。

## 所属学会
- 日本半翅類学会
- 日本応用動物昆虫学会

## 著書
- 宮武頼夫（1992）『なつやすみ虫ずかん』pp. 28，福音館書店。

## 論文等
- Yorio Miyatake (1968) Pachypsylla japonica sp. Nov., A remarkable lerp-forming Psyllid form Japan (Homoptera : Psyllidae). Bulletin of the Osaka Museum of Natural History. 21: 5-12.